# تشالا يامان
تشالا يامان مواليد 1 أبريل 1981 في إسطنبول، هي لاعبة كرة يد تركية تلعب كوسط مدافع.

## الإنجازات
الدوري التركي لكرة اليد للسيدات
- الفوز (3): 2003–04، 2010–11، 2013–14
- الوصافة (4): 2007–08، 2009–10، 2011–12، 2012–13